# Sultan-Murad-Türbe

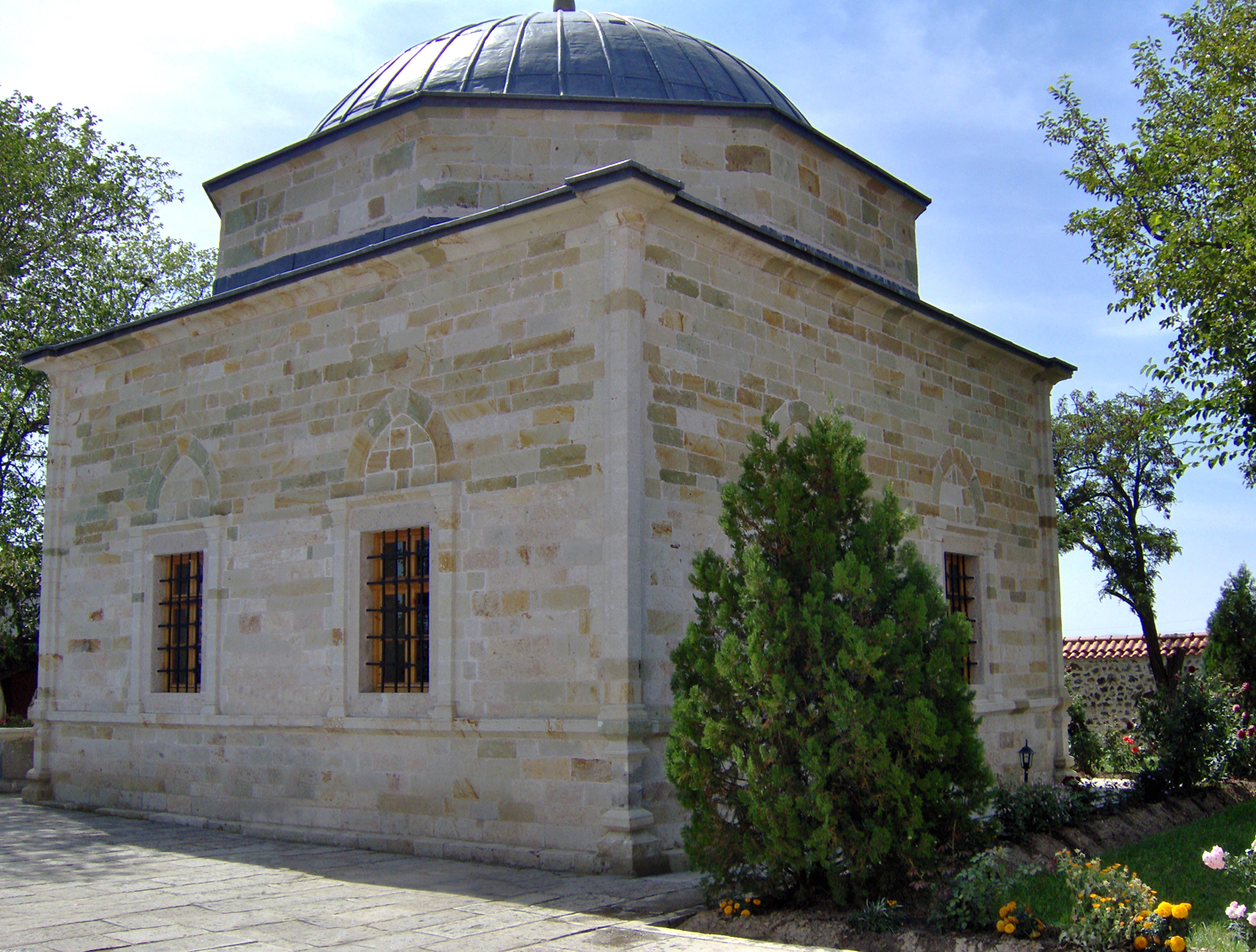
Das Meşhed-i Hüdavendigar

Die Sultan-Murad-Türbe (albanisch Tyrbja e Sulltan Muratit, serbisch Гроб Султана Мурата Grob Sultana Murata), auch bezeichnet als Meşhed-i Hüdavendigar (osmanisch مشهد خداوندگار ‚etwa „Ort, an dem der Herrscher [Murad I.] als Märtyrer fiel“‘), ist das erste osmanische Bauwerk, das im heutigen Kosovo gebaut worden ist.

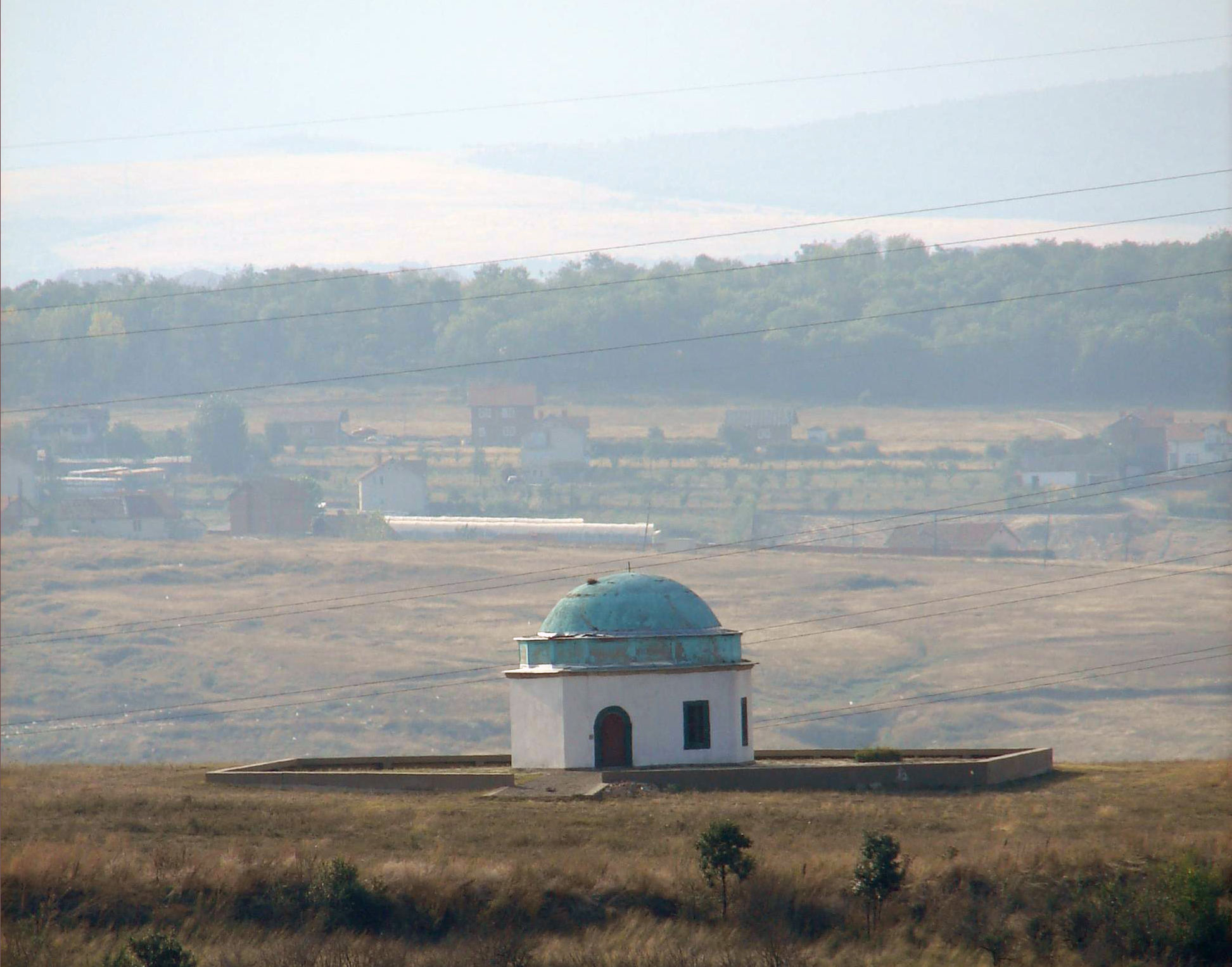
Vor der Restaurierung

Murad I. wurde 1389 während des Feldzugs der Osmanen gegen Serbien in der Schlacht auf dem Amselfeld von dem serbischen Ritter und Adeligen Miloš Obilić getötet. Bevor der Leichnam des Sultans nach Bursa überführt werden konnte, wurden ihm die inneren Organe entnommen und in der Türbe auf dem Schlachtfeld beigesetzt. Der Leichnam des Sultans befindet sich in einer Türbe, die in Çekirge, einem Vorort von Bursa errichtet wurde.
Die Sultan-Murad-Türbe steht im Dorf Mazgit, etwa 10 Kilometer von Pristina entfernt. Sultan Abdülhamid II. ließ das Gebäude 1896 restaurieren und ein Gästehaus für Übernachtungen anbauen. 1911 besuchte Sultan Mehmed V. die Türbe im Rahmen einer Balkanreise und betete mit 100.000 Muslimen auf dem Feld.
2005 ließ der türkische Staat mittels des Diyanet İşleri Başkanlığı das Gebäude restaurieren.